# Kaiserschützen

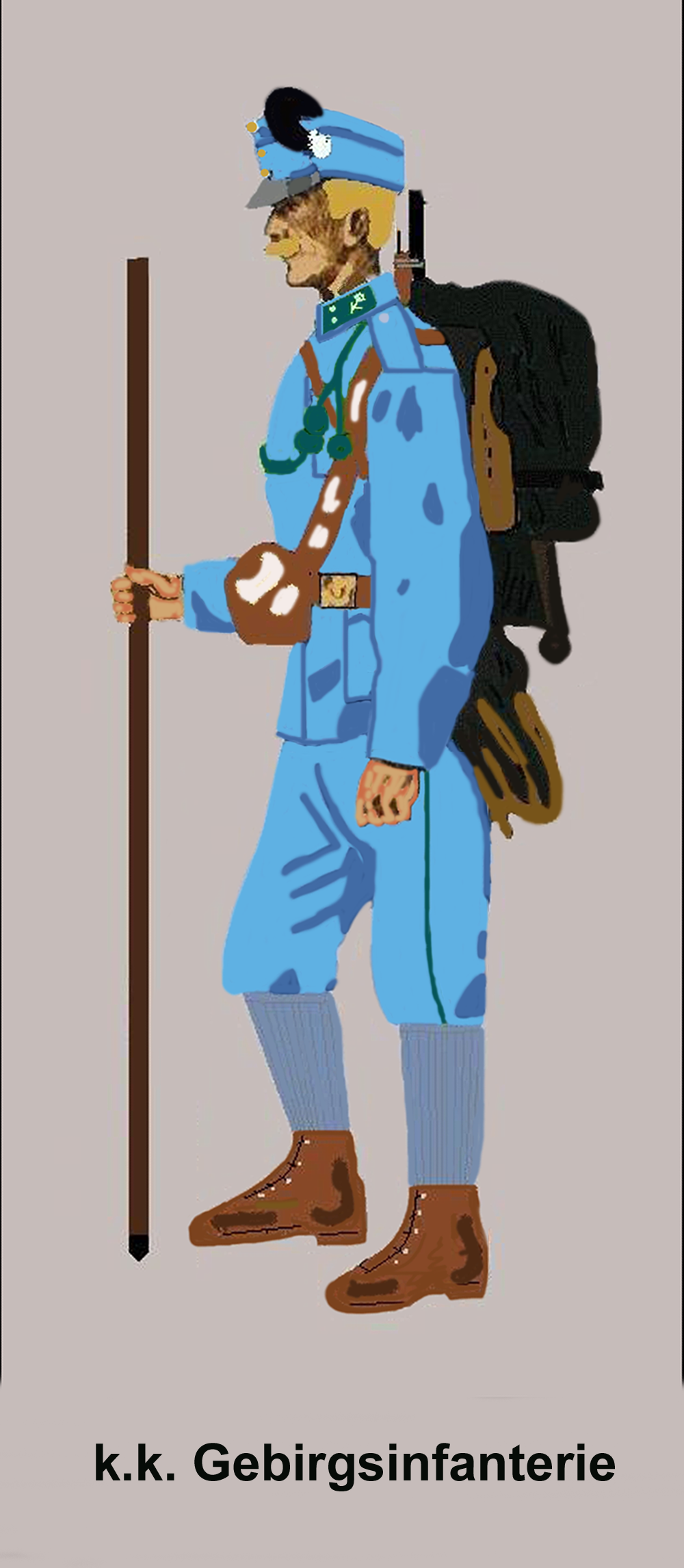
Landesschütze 1911

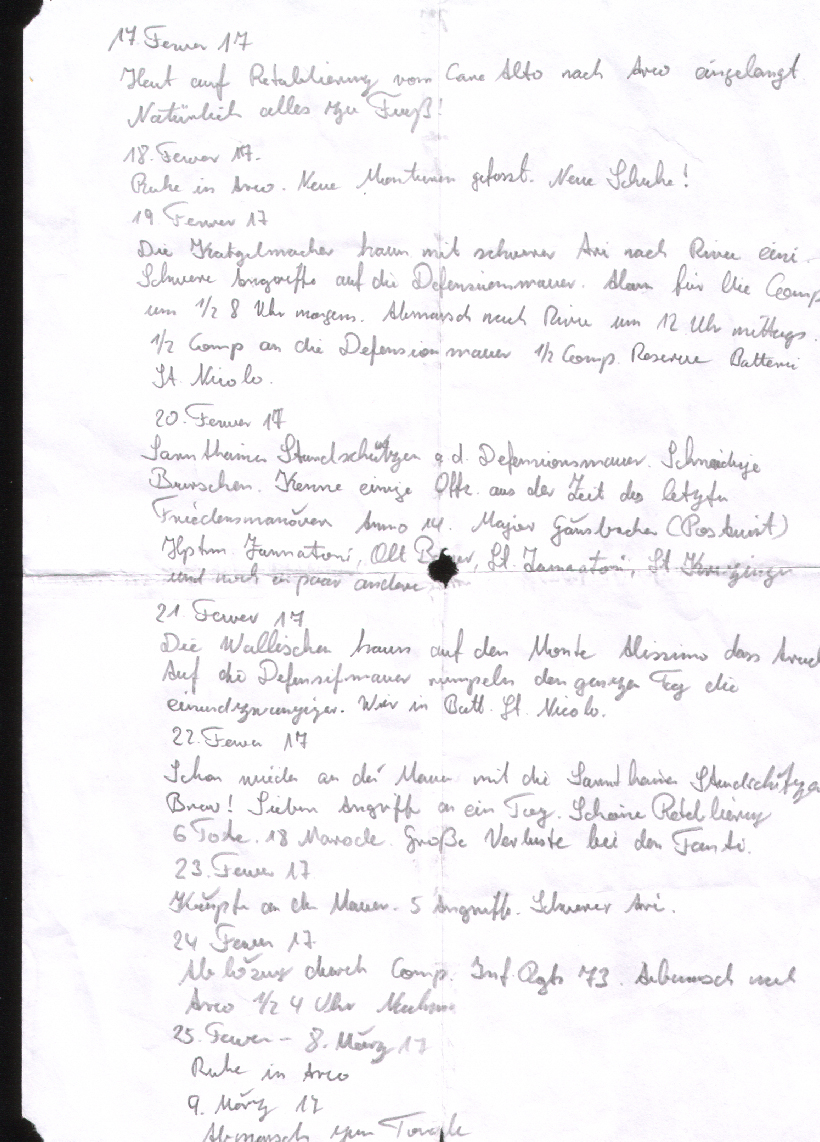
Wyciąg z Kriegstagebuch Franza Pomykahlera – plutonowego w Kaiserschützen-Regiment Innichen Nr. III, 1917

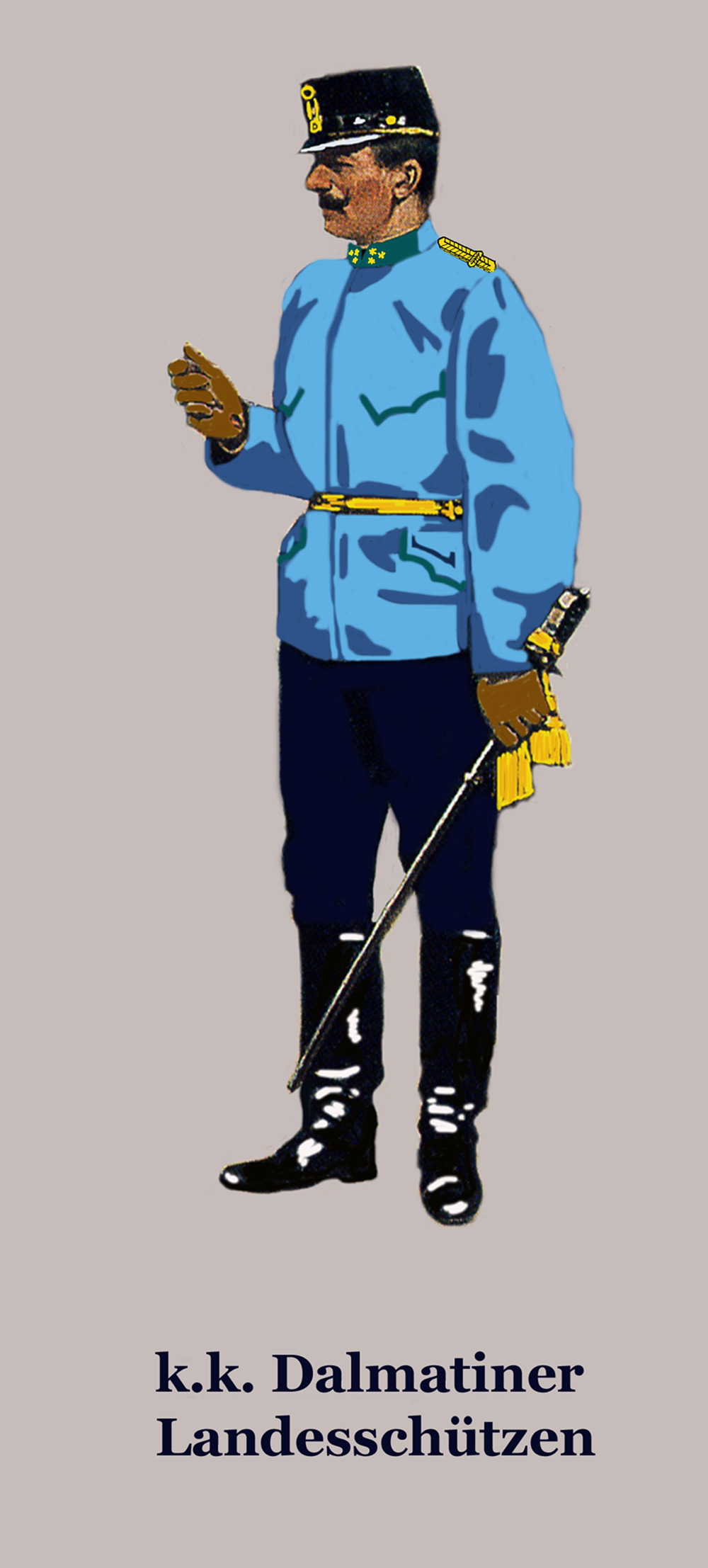
Mundur służbowy oficera strzelców krajowych z Tyrolu bądź Dalmacji

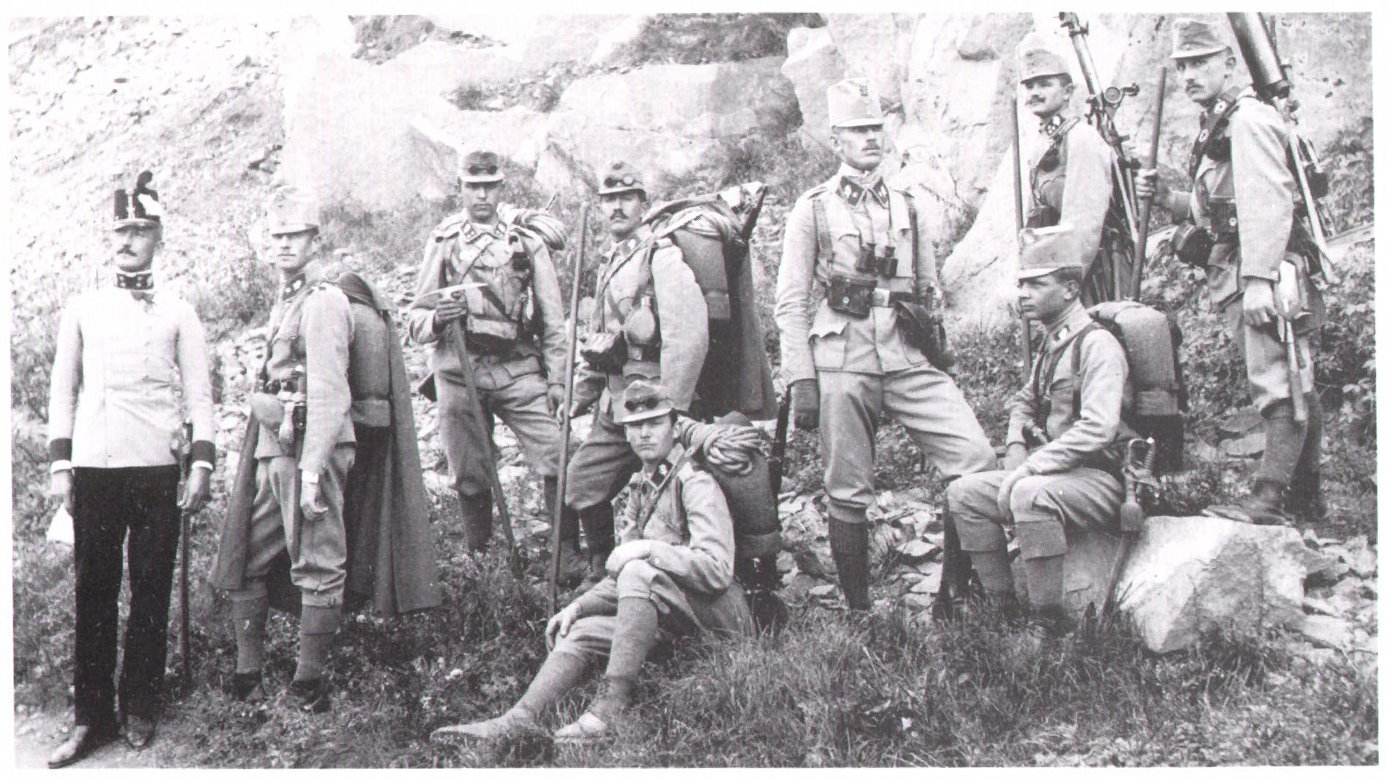
Landeschützen, 1906

Landesschützen (strzelcy krajowi; od 1917 niem. Kaiserschützen – strzelcy cesarscy) – trzy pułki piechoty górskiej okresu Monarchii Austro-Węgierskiej.
Formacja strzelców krajowych (niem. Landesschützen) należała do austro-węgierskiej cesarsko-królewskiej Landwehry (niem. Kaiserlich Königliche Landwehr, k.k. Landwehr), a nie do regularnych wojsk lądowych (niem. Heer) cesarskich i królewskich sił zbrojnych (niem. Kaiserlich und Königliche Streitkräfte; k.u.k. Streitkräfte). Z tego względu nazwa tej formacji była poprzedzana skrótem k.k. (niem. kaiserlich-königlich; pol. cesarsko-królewscy); a nie k.u.k. (niem. kaiserlich und königliche; pol. cesarscy i królewscy) jak pozostałe jednostki austro-węgierskie po 1867.
Z założenia formację tę mieli zasilać wyłącznie Tyrolczycy.

## Historia
Do czasu wprowadzenia obowiązku zasadniczej służby wojskowej strzelcy krajowi mieli charakter milicji ludowej (obywatelskiej). W 1871 w ramach tyrolskiej Landwehry zostało sformowanych dziesięć batalionów, którym z historycznych względów nadano nazwę Landesschützen. Każdy batalion w czasie pokoju miał się składać z czterech kompanii polowych i jednej kompanii uzupełnieniowej. W każdej kompanii służyło dziesięciu artylerzystów.
W 1893 dziesięć istniejących batalionów przeformowano w trzy pułki strzelców krajowych:
- Regiment I,
- Regiment II,
- Regiment III.

W przeciwieństwie do regularnych jednostek austro-węgierskich sił zbrojnych te trzy pułki miały numerację rzymską.
W 1903 III Regiment Strzelców Krajowych rozwiązano.

### Pierwotne nazwy batalionów
Pierwotne nazwy batalionów strzelców krajowych brzmiały następująco:
- Nr. I Unterinntaler Landesschützenbataillon – Schwaz
- Nr. II Innsbrucker und Wipptaler Landesschützenbataillon – Innsbruck
- Nr. III Oberinntaler Landesschützenbataillon – Imst
- Nr. IV Oberetschtaler Landesschützenbataillon – Merano (niem. Meran)
- Nr. V Etsch- und Fleimstaler Landesschützenbataillon – Bolzano (niem. Bozen)
- Nr. VI Pustertaler Landesschützenbataillon – Brunico (niem. Bruneck)
- Nr. VII Noce-Avisiotaler Landesschützenbataillon – Mezzolombardo (niem. Welschmetz)
- Nr. VIII Trydent-Valsugana Landessschützenbataillon – Trydent (niem. Trient)
- Nr. IX Rovereto-Sarca Landesschützenbataillon – Riva
- Nr. X Vorarlberger Landesschützenbataillon – Bregencja (niem. Bregenz)

W 1917 cesarz Karol I Habsburg przy okazji wizytacji oddziałów w Calliano przemianował strzelców krajowych (niem. Landesschützen) na strzelców cesarskich (niem. Kaiserschützen). Nie podał jednak nigdy uzasadnienia tej decyzji.

## Garnizony strzelców krajowych w sierpniu 1914
I Pułk Strzelców Krajowych Trydent (niem. I. Landesschützen Regiment Trient)
Przydział: 88. Landwehr Infanteriebrigade – 44. Landwehr Infanterie Truppendivision – XIV Korpus Armijny
Kontekst etniczny: 58% niemieckojęzyczni – 38% włoskojęzyczni – 4% inni
Sformowany: 1893
Miejsce stacjonowania: Sztab i I Batalion Trydent (niem. Trient)/ II Batalion Strigno/ III Batalion Rovereto
Komendant: płk Adolf Słoninka von Hołodów
II Pułk Strzelców Krajowych Bolzano (niem. II. Landesschützen Regiment Bozen)
Przydział: 88. Landwehr Infanteriebrigade – 44. Landwehr Infanterie Truppendivision – XIV Korpus Armijny
Kontekst etniczny: 55% niemieckojęzyczni – 41% włoskojęzyczni – 4% inni
Sformowany: 1893
Miejsce stacjonowania: Sztab i II Batalion Bolzano (niem. Bozen)/ I Batalion Merano (Meran)/ III Batalion Riva del Garda
Komendant: płk Josef Stiller
III Pułk Strzelców Krajowych Innichen (niem. III Landesschützen Regiment Innichen)
Przydział: 88. Landwehr Infanteriebrigade – 44. Landwehr Infanterie Truppendivision – XIV Korpus Armijny
Kontekst etniczny: 59% niemieckojęzyczni – 38% włoskojęzyczni – 3% inni
Sformowany: 1893, rozwiązany 1901, sformowany na nowo 1909
Miejsce stacjonowania: sztab pułku i IV Batalion w Innichen, I batalion w Fiera di Primiero, II batalion w Predazzo i III batalion w Cortina d’Ampezzo
Komendant: płk Karl Georgi / płk Hugo Schönherr / płk Josef Hadaszczok
Reitende Tiroler Landesschützen-Division
W 1871 sformowano dwie kompanie pod nazwą „Kader der Landesschützen zu Pferd in Tirol und Vorarlberg”, które w 1874 przemianowano na szwadrony. W 1894 zmieniono nazwę formacji na Berittene Tiroler Landesschützen, zaś w 1912 znowu na Reitende Tiroler Landesschützen-Division. Dywizjon ten składał się z trzech szwadronów. Jego komendantem był ppłk Moritz Srnka, natomiast miejscem postoju Trydent.

## Działania zbrojne 1914–1918
W czasie I wojny światowej strzelcy krajowi (cesarscy) walczyli w następujących regionach Europy:
- Galicja: Lwów, Gródek Lwowski, Przemyśl, Pilica, Limanowa-Łapanów, Gorlice-Tarnów, Karpaty
- Serbia
- Tyrol/ Karyntia/ Krajina

Znacząca część strzelców krajowych (cesarskich) trafiła jednak do włoskiej niewoli.

## Literatura
- Heinz von Lichem, Spielhahnstoß und Edelweiß, Leopold Stocker Verlag, Graz, 1977
- Karl Glückmann, Das Heerwesen der österreich-ungarischen Monarchie, Wiedeń, 1911
- Georg Bartl, Tiroler Landesschützen/ Kaiserschützen – Ein Rückblick, Innsbruck, 1930